# Госс, Этьенн
Этьенн Госс (фр. Étienne Gosse; 1773—1834) — французский поэт, журналист и драматург.

## Биография
Этьенн Госс родился в 1773 году в городе Бордо на юго-западе Франции.
В 1793 году, после начала вандейских событий, пошёл служить добровольцем; в 1796 году был ранен и после этого оставил службу. Ещё во времена Первой французской республики он написал множество пьес, из которых наибольшую известность приобрела «Femmes politiques» опубликованная Госсом в 1797 году.
Среди комедий писателя наибольший успех имела «Médisance» изданная в 1816 году. Известны также «Auguste ou l’Enfant naturel» — драма; «Le nouveau Mentor» — комедия; «Susceptible par honneur» — комедия; «Le Flatteur» — комедия; «Manon Lescaut» — мелодрама; «Les Jésuites ou les Autres Tartufes».
Перу Э. Госса принадлежат романы: «Gasparin ou le Héros provençal», «Amants vendéens» и др., комические оперы: «L’Esclave par amour» и «Le Roman» (1800), сатирические поэмы «Les Bêtes parlantes» (1827), нескольких политических брошюр и другие произведения (см. раздел Библиография).
Этьенн Госс умер 21 февраля 1834 года в городе Тулоне.